# فرایند آندروسوف

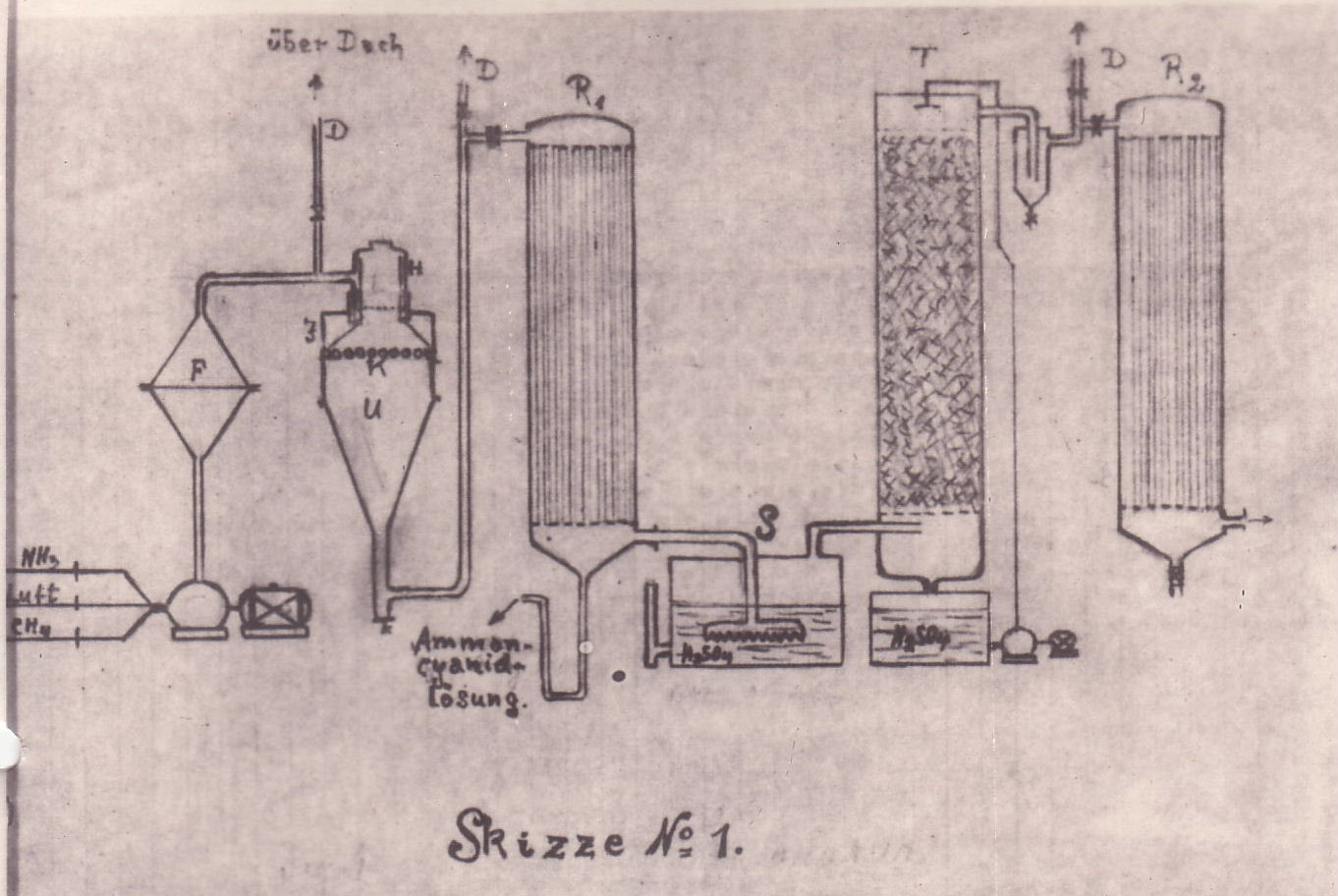
طرح کلی از فرآیند آندروسوف که در سال ۱۹۳۱ میلادی رسم گردیده است

فرآیند آندروسوف(به انگلیسی: Andrussow process) یک فرآیند صنعتی در صنایع شیمیایی است که برای تولید هیدروژن سیانید از واکنش آمونیاک با متان در حضور مقدار اضافی اکسیژن و کاتالیزور پلاتین، به کار می‌رود. این واکنش نخستین بار در سال ۱۹۲۷ میلادی توسط شیمیدان آلمانی لئونید آندروسوف کشف گردید.
CH4  +  NH3  +  1.5 O2 →   HCN  +  3 H2O